# Leptospermum
Genre
Classification phylogénétique
Leptospermum est un genre de plantes à fleurs de la famille des Myrtaceae. Il compte environ 80 à 86 espèces que l'on trouve dans toute l'Australie avec une plus grande diversité dans le sud du pays. Deux espèces se rencontrent aussi en Malaisie et une (Leptospermum scoparium ou manuka) en Nouvelle-Zélande.
Ce sont des buissons, des arbustes et quelquefois des arbres atteignant 1 à 8 mètres de haut rarement 15 mètres avec un branchage touffu. Ce sont des plantes vivaces. Les feuilles sont alternes, simples, pointues, le plus souvent ne dépassant pas un centimètre de long. Les fleurs peuvent atteindre 3 cm de diamètre et leurs cinq pétales sont blancs, roses ou rouges.

## Espèces
Les principales espèces sont les suivantes :
- Leptospermum amboinense -
- Leptospermum arachnoides -
- Leptospermum brachyandrum - (F.Muell.) Druce
- Leptospermum brevipes -
- Leptospermum confertum - Joy Thomps.
- Leptospermum coriaceum - (F.Muell. ex Miq.) Cheel
- Leptospermum deuense -
- Leptospermum emarginatum - H.L.Wendl. ex Link
- Leptospermum epacridoideum -
- Leptospermum erubescens - Schauer
- Leptospermum exsertum - Joy Thomps.
- Leptospermum fastigiatum - S.Moore
- Leptospermum flavescens - Sm.
- Leptospermum glabrescens - Wakef.
- Leptospermum grandiflorum -
- Leptospermum incanum - Turcz.
- Leptospermum inelegans - Joy Thomps.
- Leptospermum javanicum -
- Leptospermum juniperinum -  Sm.
- Leptospermum laevigatum - (Gaertn.) F.Muell.
- Leptospermum lanigerum - (Sol. ex Aiton) Sm.
- Leptospermum liversidgei - R.T.Baker & H. G.Sm.
- Leptospermum luehmannii - F.M.Bailey
- Leptospermum macgillivrayi - Joy Thomps.
- Leptospermum macrocarpum - (Maiden & Betche) Joy Thomps.
- Leptospermum madidum - A.R.Bean
- Leptospermum maxwellii - S.Moore
- Leptospermum microcarpum - Cheel
- Leptospermum minutifolium - C.T.White
- Leptospermum multicaule -
- Leptospermum myrsinoides - Schltdl.
- Leptospermum myrtifolium - Sieber ex DC.
- Leptospermum nitens - Turcz.
- Leptospermum nitidum -
- Leptospermum obovatum - Sweet
- Leptospermum oligandrum - Turcz.
- Leptospermum parviflorum -
- Leptospermum petersonii - F.M.Bailey
- Leptospermum polygalifolium - (Maiden & Betche) F.A.Rodway ex Cheel
- Leptospermum purpurascens -
- Leptospermum recurvum -
- Leptospermum roei - Benth.
- Leptospermum rotundifolium - (Maiden & Betche) F.A.Rodway
- Leptospermum rupestre - Hook. f.
- Leptospermum scoparium - J.R. & G.Forst.
- Leptospermum semibaccatum - Cheel
- Leptospermum sericeum - Labill.
- Leptospermum sphaerocarpum - Cheel
- Leptospermum spinescens - Endl.
- Leptospermum squarrosum - Gaertn.
- Leptospermum subtenue - Joy Thomps
- Leptospermum trinervium - (Sm.) Joy Thomps.
- Leptospermum turbinatum -
- Leptospermum variabile -
- Leptospermum wooroonooran -

## Utilisation
Certaines espèces portent le nom commun d' arbres à thé car les premiers colons utilisaient des mélanges de plusieurs espèces pour faire des tisanes ("herbal tea" en anglais) riches en acide ascorbique.
Le miel de Leptospermum est apprécié.
Certaines espèces sont parasitées par les chenilles de certains papillons du genre Aenetus - de la famille des Hepialidae- notamment A. lewinii et A. ligniveren.
La plupart des Leptospermum sont cultivées dans les jardins. les plantes les plus résistantes (Leptospermum lanigerum, Leptospermum liversidgei, Leptospermum polygalifolium, Leptospermum rupestre, Leptospermum scoparium) supportent jusqu'à -8 à -10 °C; les autres sont plus sensibles au froid. Ils apprécient les sols biens drainés et les terrains ensoleillés et supportent la sècheresse. On les trouve souvent en haies sur la côte ouest des États-Unis et quelques espèces sont cultivées comme bonsaï. Il y a beaucoup de cultivars.

## Galerie

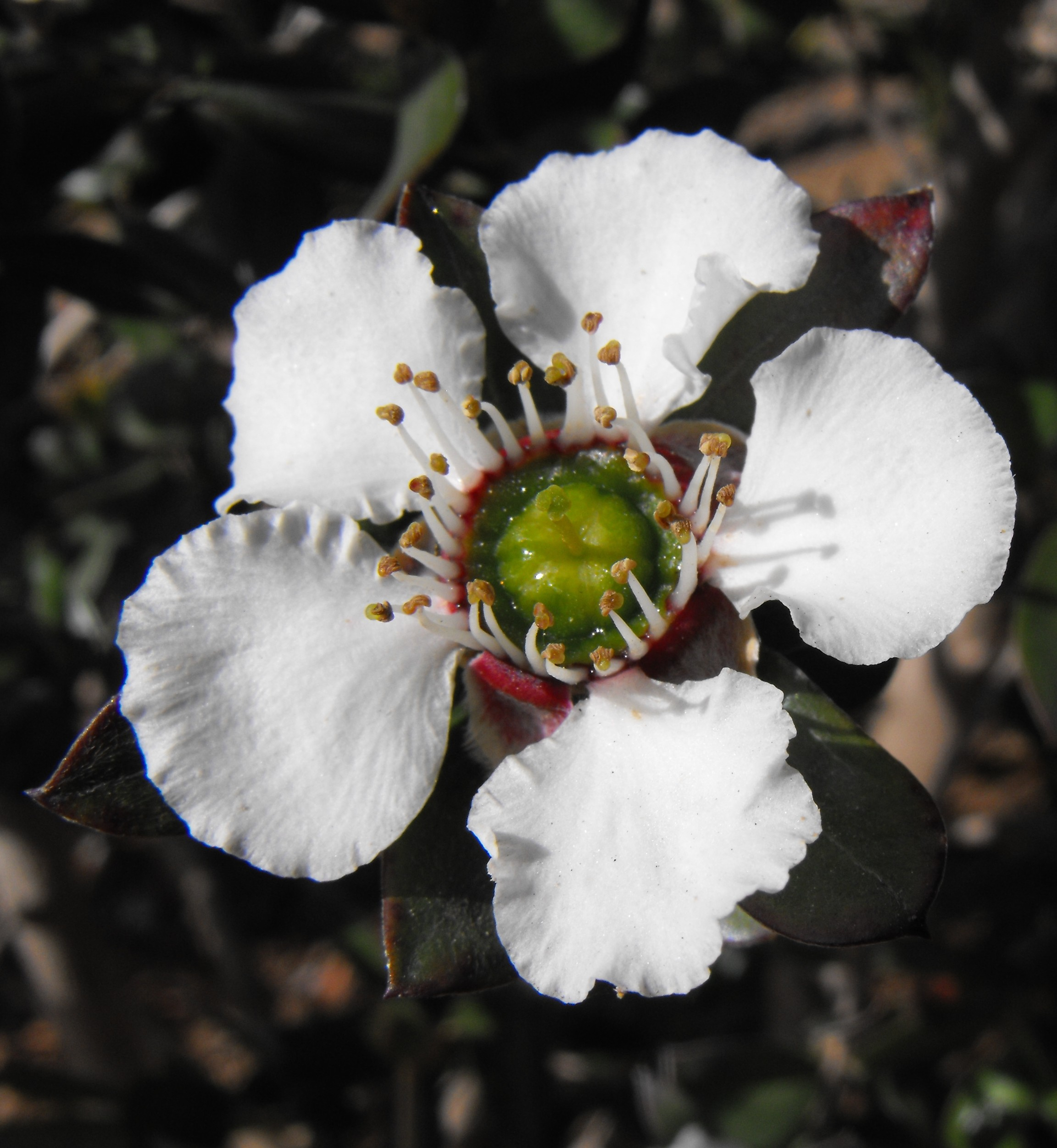
Fleur de Leptospermum turbinatum.
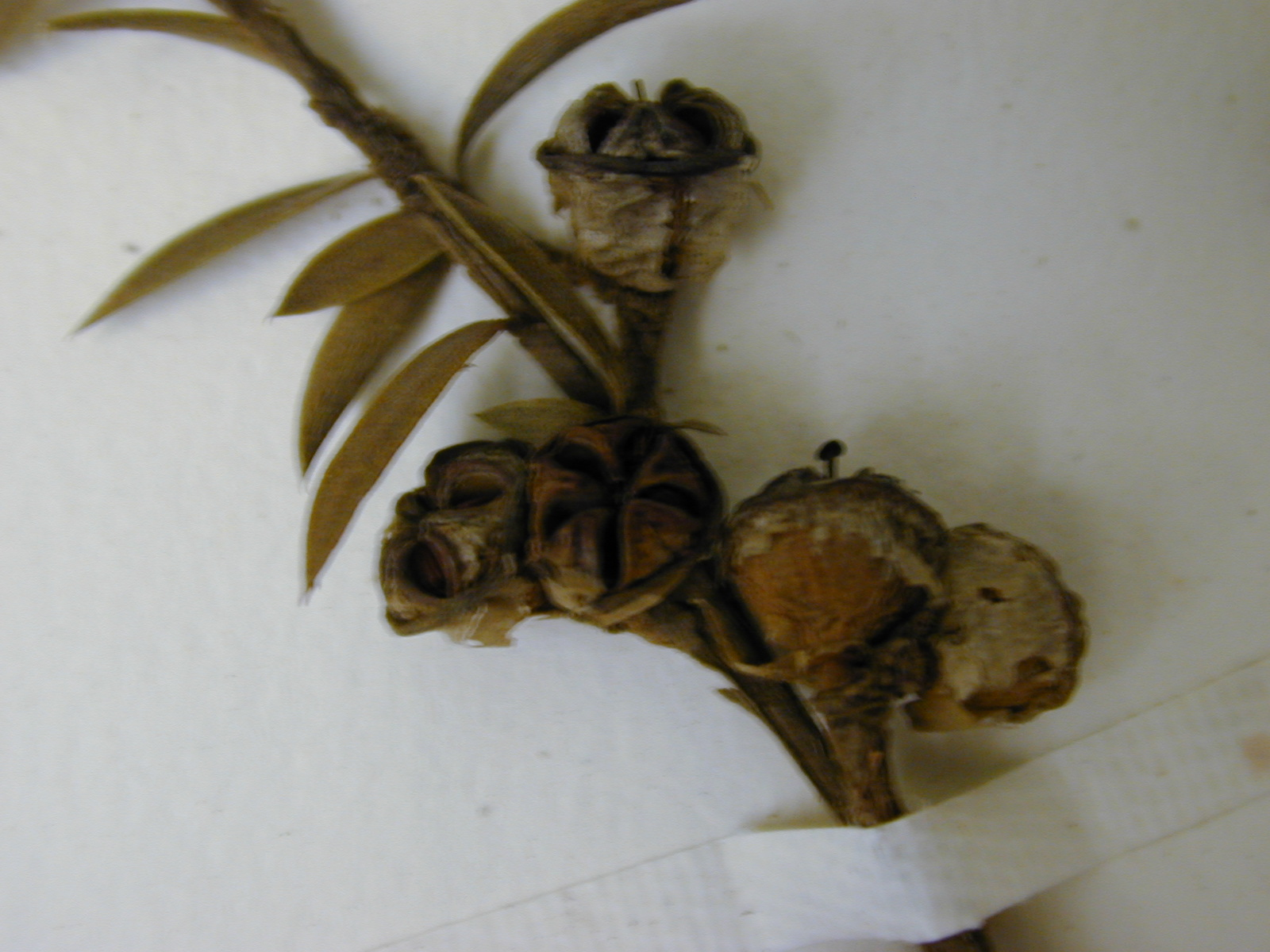
Fruits de Leptospermum scoparium.
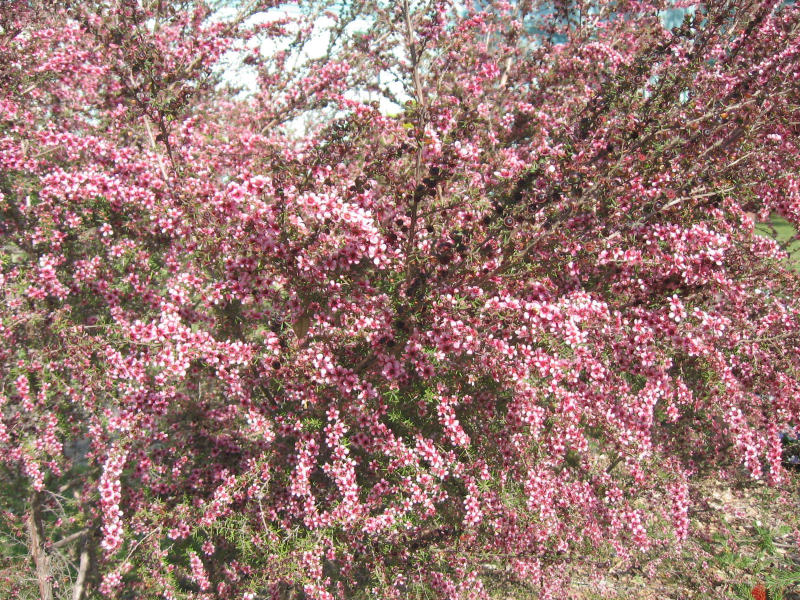
Cultivar de Leptospermum laevigatum en pleine fleur.